# Amauropelma gayundah
Amauropelma gayundah är en spindelart som beskrevs av Raven och Kylie S. Stumkat 200. Amauropelma gayundah ingår i släktet Amauropelma och familjen Ctenidae.
Artens utbredningsområde är Queensland. Inga underarter finns listade i Catalogue of Life.